# Matt Hasselbeck
Pour les articles homonymes, voir Hasselbeck.
(en) Statistiques sur pro-football-reference
 Matt Hasselbeck est un joueur américain de football américain né le 25 septembre 1975 à Boulder évoluant au poste de quarterback.
Son frère Tim Hasselbeck a aussi joué au poste de quarterback dans la NFL.

## Biographie

### Carrière universitaire
Il a évolué dans sa carrière universitaire avec les Eagles de Boston College.

### Carrière professionnelle

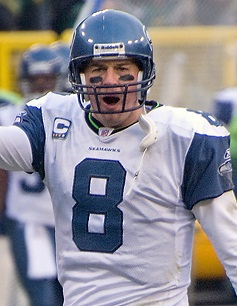
Matt Hasselbeck en 2007

Il est recruté en 1998 au 6e tour de draft par les Packers de Green Bay.
Matt Hasselbeck a disputé 179 matchs de NFL (2 avec les Packers de Green Bay, 161 avec les Seahawks de Seattle et 16 avec les Titans du Tennessee). Il a passé 10 saison du côté de Seattle, et a participé au Super Bowl XL, perdu contre les Steelers de Pittsburgh.
Il a cumulé 34 517 yards à la passe, 3 029 passes complétées dont 201 ont abouti à des touchdowns. Il a dépassé les 3 000 yards à la passe lors de 8 saisons.
Son pourcentage de passes complétées est très bon, de sorte qu'il dépasse actuellement les 60 % de passes réussies après 14 saisons.
Le 18 mars 2013 les Titans du Tennessee annoncent son licenciement, après qu'il a joué huit matches, lancé 7 touchdowns pour 5 interceptions et eut une évaluation de quarterback de 81,0 lors de sa saison 2012. Pour la saison 2013, il est recruté par les Colts d'Indianapolis pour deux ans et 8 millions de dollars afin d'être le remplaçant d'Andrew Luck.

## Statistiques
| Année              | Équipe               | MJ                 |         | Passes   | Passes | Passes | Passes | Passes | Passes | Passes  |       | Courses | Courses | Courses | Courses |
| Année              | Équipe               | MJ                 | Tentées | Réussies | Pct.   | Yards  | TD     | Int.   | Éval.  | Tentées | Yards | Moy.    | TD      |         |         |
| 1999               | Packers de Green Bay | 16                 | 10      | 3        | 30,0   | 41     | 1      | 0      | 77,5   | 6       | 15    | 2,5     | 0       |         |         |
| 2000               | Packers de Green Bay | 16                 | 19      | 10       | 52,6   | 104    | 1      | 0      | 86,3   | 4       | -5    | -1,3    | 0       |         |         |
| 2001               | Seahawks de Seattle  | 13                 | 321     | 176      | 54,8   | 2 023  | 7      | 8      | 70,9   | 40      | 141   | 3,5     | 0       |         |         |
| 2002               | Seahawks de Seattle  | 16                 | 419     | 267      | 63,7   | 3 075  | 15     | 10     | 87,8   | 40      | 202   | 5,1     | 1       |         |         |
| 2003               | Seahawks de Seattle  | 16                 | 513     | 313      | 61,0   | 3 841  | 26     | 15     | 88,8   | 36      | 125   | 3,5     | 2       |         |         |
| 2004               | Seahawks de Seattle  | 14                 | 474     | 279      | 58,9   | 3 382  | 22     | 15     | 83,1   | 27      | 90    | 3,3     | 1       |         |         |
| 2005               | Seahawks de Seattle  | 16                 | 449     | 294      | 65,5   | 3 459  | 24     | 9      | 98,2   | 36      | 124   | 3,4     | 1       |         |         |
| 2006               | Seahawks de Seattle  | 12                 | 371     | 210      | 56,6   | 2 442  | 18     | 15     | 76,0   | 18      | 110   | 6,1     | 0       |         |         |
| 2007               | Seahawks de Seattle  | 16                 | 562     | 352      | 62,6   | 3 966  | 28     | 12     | 91,4   | 39      | 89    | 2,3     | 0       |         |         |
| 2008               | Seahawks de Seattle  | 7                  | 209     | 109      | 52,2   | 1 216  | 5      | 10     | 57,8   | 11      | 69    | 6,3     | 0       |         |         |
| 2009               | Seahawks de Seattle  | 14                 | 488     | 293      | 60,0   | 3 029  | 17     | 17     | 75,1   | 26      | 119   | 4,6     | 0       |         |         |
| 2010               | Seahawks de Seattle  | 14                 | 444     | 266      | 59,9   | 3 001  | 12     | 17     | 73,2   | 23      | 60    | 2,6     | 3       |         |         |
| 2011               | Titans du Tennessee  | 16                 | 518     | 319      | 61,6   | 3 571  | 18     | 14     | 82,4   | 20      | 52    | 2,6     | 0       |         |         |
| 2012               | Titans du Tennessee  | 8                  | 221     | 138      | 62,4   | 1 367  | 7      | 5      | 81,0   | 13      | 38    | 2,9     | 0       |         |         |
| 2013               | Colts d'Indianapolis | 3                  | 12      | 7        | 58,3   | 130    | 0      | 1      | 61,1   | 2       | -2    | -1,0    | 0       |         |         |
| 2014               | Colts d'Indianapolis | 4                  | 44      | 30       | 68,2   | 301    | 2      | 0      | 102,6  | 8       | -11   | -1,4    | 0       |         |         |
| 2015               | Colts d'Indianapolis | 8                  | 256     | 156      | 60,9   | 1 690  | 9      | 5      | 84,0   | 16      | 15    | 0,9     | 0       |         |         |
| Totaux en carrière | Totaux en carrière   | Totaux en carrière | 5 330   | 3 222    | 60,5   | 36 638 | 212    | 153    | 82,4   | 365     | 1 231 | 3,4     | 8       |         |         |

## Palmarès
- Pro Bowl : 2003, 2005 et 2007
- Finaliste du Super Bowl XL, 2005